# Navailles-Angos
Navailles-Angos é uma comuna francesa na região administrativa da Nova Aquitânia, no departamento de Pirenéus Atlânticos. Estende-se por uma área de 14,22 km². Em 2010 a comuna tinha 1 555 habitantes (densidade: 109,4 hab./km²).